# DAI
DAI（或DAI，前身为Sai或SAI）是一种在以太坊区块链上的稳定币代币，其通过智能合约来控制供应，以使其价值尽可能接近一美元。DAI由MakerDAO维护和管理，这是一个由其治理代币MKR的持有者组成的去中心化自治组织（DAO），MKR持有者可以对智能合约中的某些参数的变更进行提案和投票。
在2020年的一篇彭博社文章中，MakerDAO被描述为第一个获得大规模采用的去中心化应用的例子。

## 概述
DAI是通过超额抵押的贷款和还款过程来创造和销毁的，这个过程由MakerDAO的智能合约以去中心化应用（DApp）的形式实现。用户将其中一种被接受的抵押物（如以太币）存入一个合约中，便能够以其抵押物的价值为基础铸造新的DAI作为贷款。在任何给定时间，抵押物的美元价值除以借出的DAI数量即为贷款的“抵押率”；这个比率是通过一组去中心化的区块链预言机定期向合约报告的抵押资产单位美元价格来计算的。每种贷款类型都有一个固定的最低抵押率，通常在110-200%之间。如果一笔贷款的抵押率低于最低比率，任何人都可以调用合约的某个函数，使一部分抵押物在去中心化交易所被出售以换取DAI，然后用这些DAI来偿还债务，并向调用该函数的账户支付奖励。设定一个远高于100%的最低比率，可以在抵押资产价格发生闪崩时提供足够的时间出售抵押物以覆盖债务；通常，最低比率越低，利率就越高，以抵消系统性风险。
当贷款及其应计利息被偿还后，返还的DAI会被自动销毁，抵押物则可被提取。通过这种方式，DAI的美元价值可以说是得到了MakerDAO智能合约所持有的基础抵押物的美元价值的支持。 通过控制可接受的抵押物类型、最低抵押率以及借入或储存DAI的利率，MakerDAO能够控制DAI的流通量，从而控制其价值。
提案和实施这些变量变更的能力，通过代码被授予MKR代币的持有者。治理代币的持有者能够以其持有的代币数量成正比的方式对提议的修改进行投票。MKR代币也作为对MakerDAO系统的一种投资。借款人除了偿还贷款本金外，支付的额外利息被用来从市场上购买MKR代币并“销毁”（Burn），从而将其永久移出流通。这一机制旨在使MKR与借贷DAI所产生的收入相关联，实现通货紧缩。

## 历史
MakerDAO于2014年由丹麦企业家Rune Christensen创立。 据Christensen所说，该加密货币的名称源自汉字，他将其翻译为“借出或为贷款提供资本”。
2017年12月18日，DAI在以太坊主网上启动。在其存在的第一年里，DAI的价格成功地维持在接近一美元的水平，尽管当时唯一可用的抵押物以太币的价格在同一时期下跌了超过80%。
2018年9月，风险投资公司Andreessen Horowitz向MakerDAO投资了1500万美元，购买了所有MKR代币的6%。
2018年，MakerDAO成立了Maker基金会，该基金会在哥本哈根运营，为系统内的项目提供资金，例如编写平台运作和调整所需的代码。
2019年，MakerDAO经历了一场关于是否应更多地与传统金融体系整合的内部斗争。Christensen希望加强监管合规，以允许除加密货币以外的资产作为DAI的抵押物。这场斗争导致了MakerDAO的CTO离职。
2020年3月，由于2019冠状病毒病疫情爆发初期的市场波动，DAI经历了一场通缩性的去杠杆螺旋，在其高峰期，其交易价格曾高达1.11美元，之后才回归其预期的1.00美元估值。